# Mount Huckaby
Mount Huckaby är ett berg i Antarktis. Det ligger i Västantarktis. Inget land gör anspråk på området. Toppen på Mount Huckaby är 2 620 meter över havet.
Terrängen runt Mount Huckaby är varierad. Trakten är obefolkad. Det finns inga samhällen i närheten.